# Рисполепт
Рисполепт (Рисперидон) припада групи лекова који се називају антипсихотици.

## Употреба
Рисполепт се користи за терапију:
- Схизофреније, када обелели може да осећа, види или чује имагинарне ствари; верује у ствари које нису истините или да буде неуобичајено сумњичав или конфузан.
- Маније, када се оболели може осећати веома узбуђено, одушевљено, енергично, имати појачан осјећај задовољства или бити претерано активан. Манија се јавља као фаза у обољењу које се назива биополарни поремећај (манично-депресивна психоза).
- Дуготрајне агресивности код особа са Алцхајмеровом болешћу, који повређују себе или друге. Употребљава се у виду краткотрајног лечења у трајању од 6 недеља. Пре терапије рисполептом потребно је лечење алтернативном терапијом, без употребе лекова.
- Дуготрајне агресивности код деце са испод просечним интелектуалним способностима — старости најмење 5 година и код адолесцената са поремећајем емоција и понашања у виду краткотрајног лечења које треба да траје, највише, 6 недеља.